# 海雲臺LCT頂尖
海雲臺LCT頂尖（韓語：해운대 엘시티 더샵），是一座位于韓國釜山廣域市海雲臺區中第1洞的公寓与娛樂綜合體，包過一座101層的酒店公寓大廈、两座85層的公寓及底部群樓有一座購物商場鏈接，其中海雲臺LCT頂尖公寓A与B座为亞太區最高及第二高的公寓，地標塔则为韓國第二高的摩天大樓，三座塔樓于2013年10月28日動工，2019年9月30日完工。
海雲臺LCT頂尖是个城市娛樂綜合體，有一座購物中心、溫泉水療中心和水上樂園。這座地標性的塔樓將容納帶有會議中心和天文臺的豪華公寓酒店。

## 图库

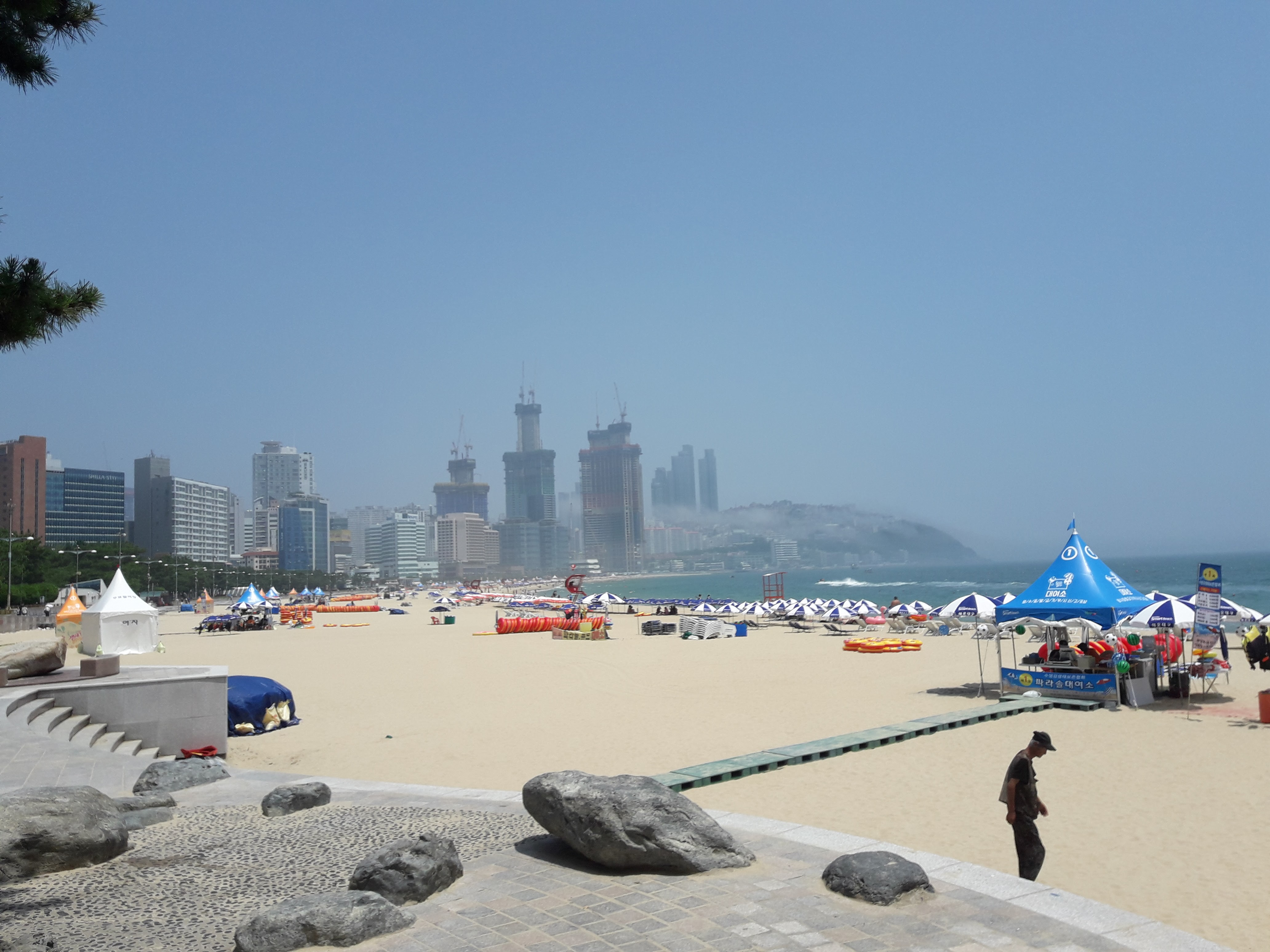
2017年7月
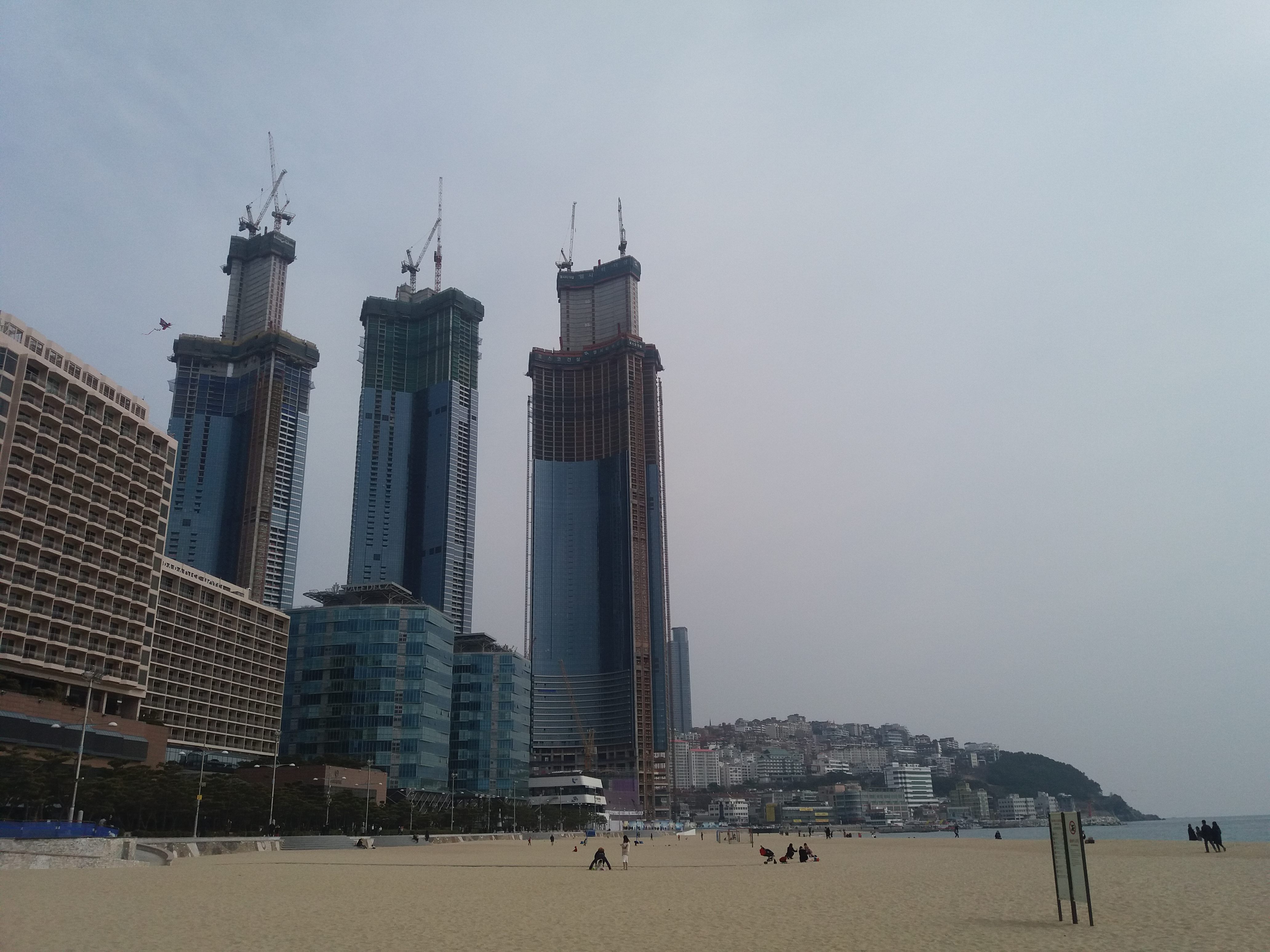
2018年2月
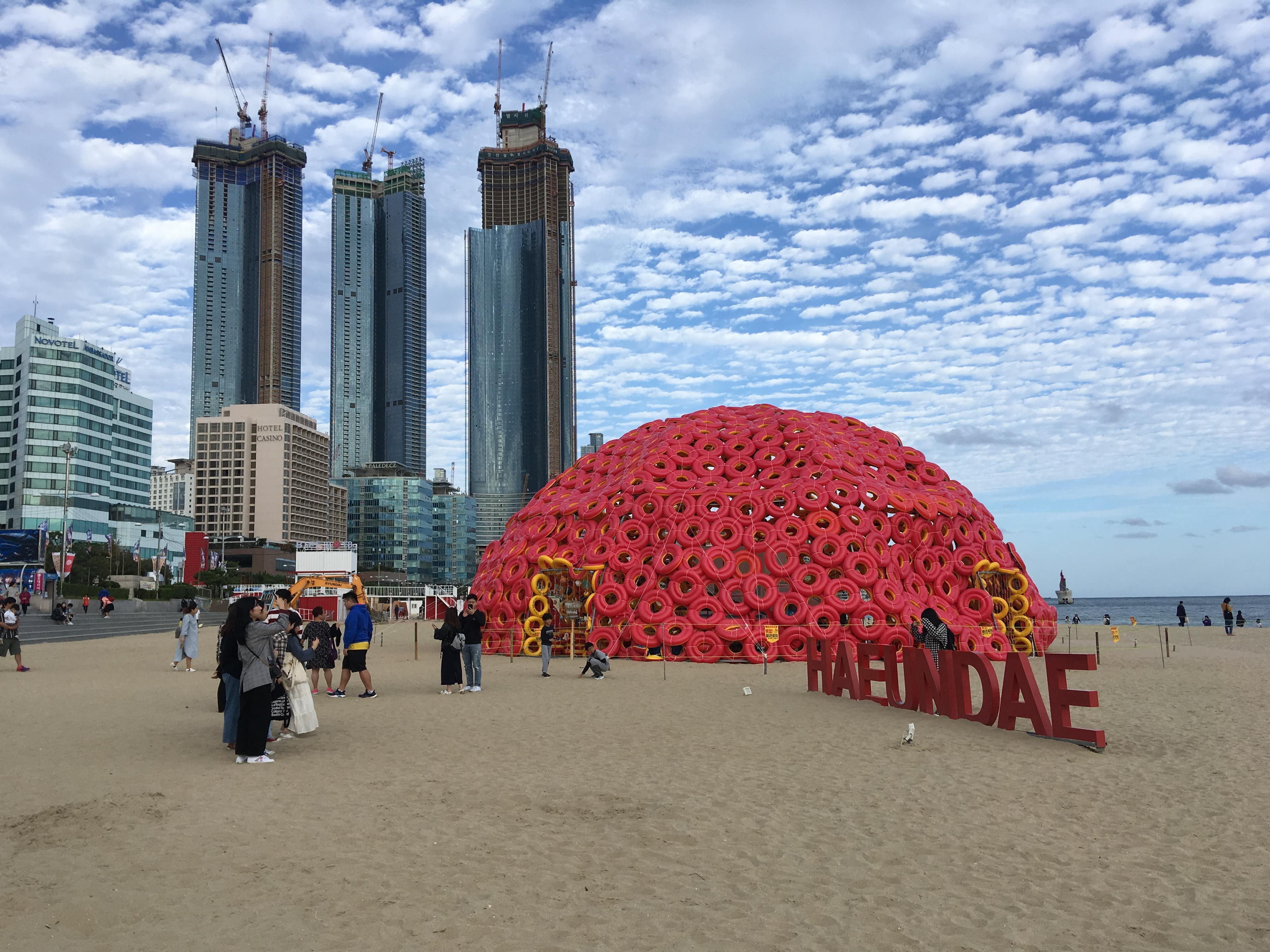
2018年9月
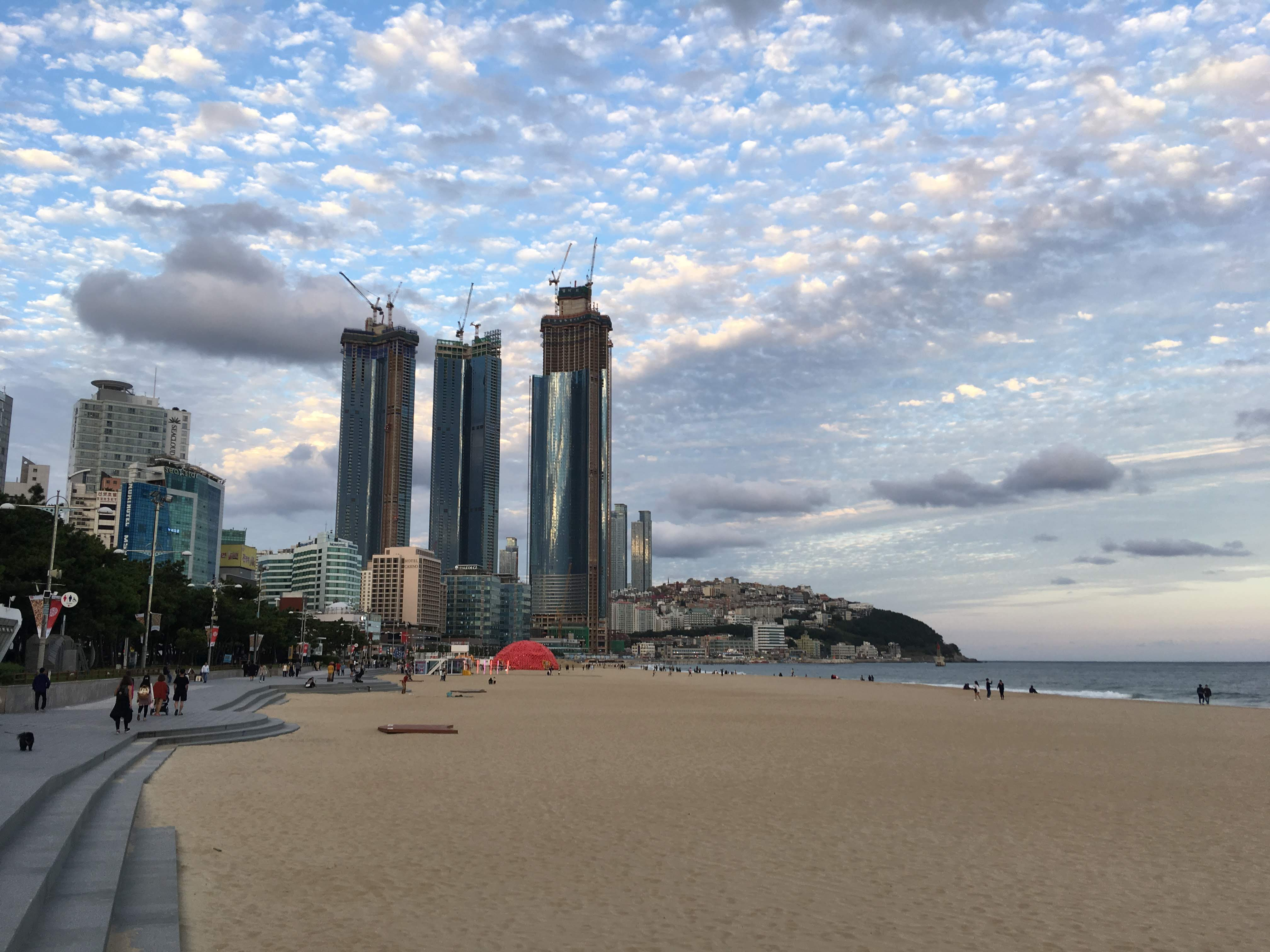
2018年9月
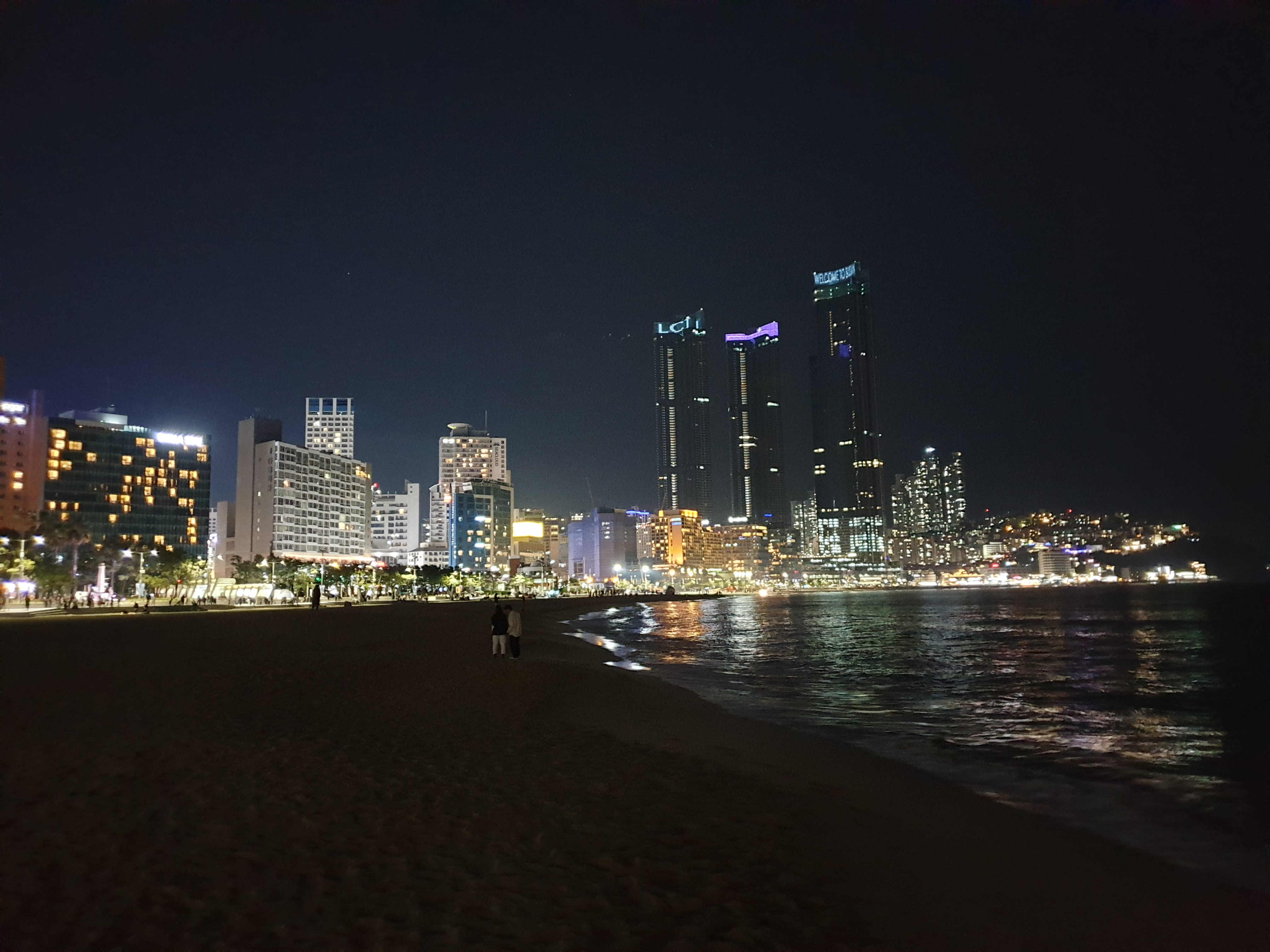
2019年11月（夜景）
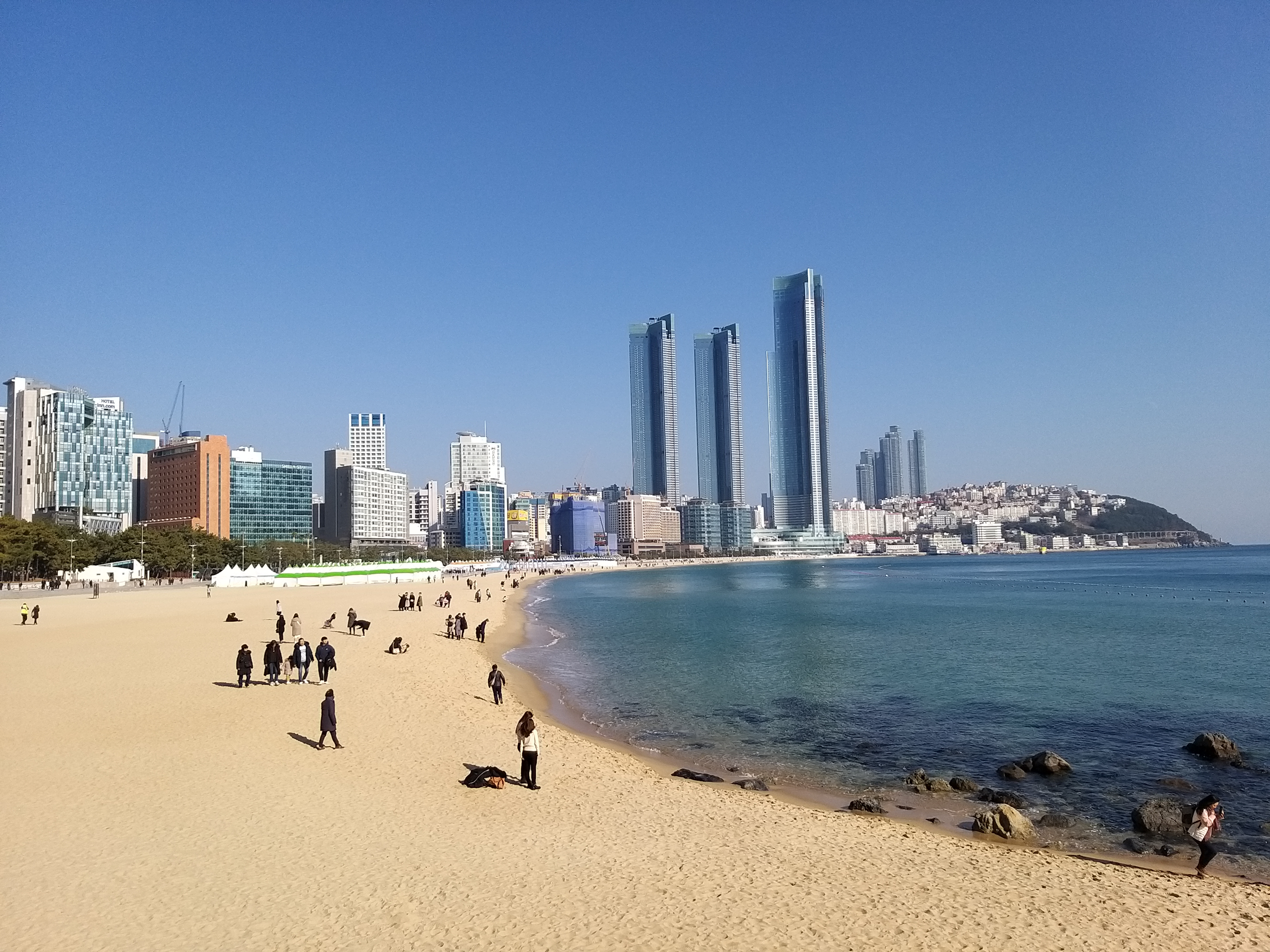
2020年1月
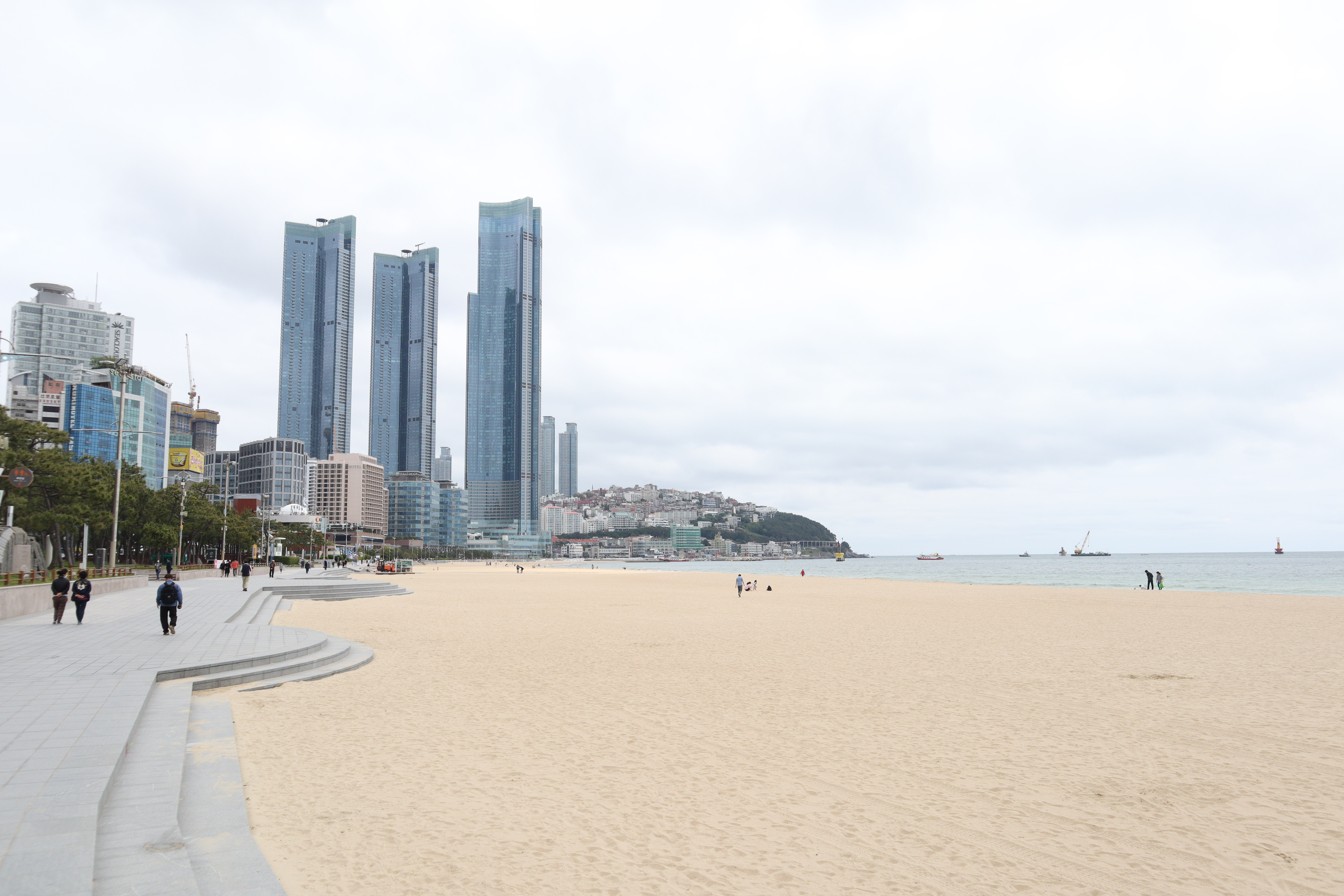
2020年5月